# 雄狮少年 (音乐剧)
《雄狮少年》是一部改编自同名动画电影的音乐剧，由高世章作曲、岑偉宗作词、張飛帆编剧，国语版及粤语版分别由何念和冼振東导演。 国语版于2024年1月11至14日在广州大剧院首演，而粤语版于同年3月8至10日在香港文化中心大剧院首度亮相。

## 演员
| 角色             | 演员                 | 演员   |
| 角色             | 国语版               | 粤语版 |
| ---------------- | -------------------- | ------ |
| 阿娟（刘家娟）   | 方书剑 郭虹旭 陈科铭 | 郑君炽 |
| 咸鱼强（谢国强） | 陈小春 李秋盟        | 朱柏谦 |
| 阿珍（徐慧珍）   | 陳潔儀               | 陳潔儀 |
| 阿娟（许娟然）   | 刘浩冉 冯镝霏        | 陈琳欣 |
| 阿猫（刘福军）   | 李玉言               | 冯志佑 |
| 阿狗（刘志雄）   | 郝晓辉               | 刘兆康 |
| 壮成哥（陈壮成） | 张毅凯               |        |

## 製作

### 国语版
- 导演：何念
- 作曲、编曲：高世章
- 作词：岑伟宗
- 编剧：张飞帆
- 执行导演：刘旻姿
- 编舞：刘子豪
- 编曲：罗健邦
- 音乐总监：姜清华
- 指挥：童达琴
- 舞美设计：桑琦
- 灯光设计：任冬生
- 执行灯光设计及编程：李超
- 多媒体设计：王佳迪
- 音响设计：刘世疆
- 服装造型设计：Demon Zhang
- 醒狮指导：赵伟斌
- 主视觉概念设计及摄影：庞浩
- 舞台监督：王祺

### 粤语版
- 导演：冼振东
- 作曲、编曲、音乐总监：高世章
- 作词：岑伟宗
- 编剧：张飞帆
- 执行导演：朱栢谦
- 编排导演、编舞、舞台美学：张月盈
- 联合编舞：刘子豪
- 编曲：罗健邦
- 音乐总监：童达琴
- 舞台美学：王健伟
- 灯光设计、舞台美学：杨子欣
- 音响设计：夏恩蓓
- 服装、造型设计：Demon Zhang
- 醒狮指导：赵伟斌
- 声乐指导：冯夏贤